# Sarlabous
Sarlabous település Franciaországban, Hautes-Pyrénées megyében. Lakosainak száma 78 fő (2022. január 1.). Sarlabous Avezac-Prat-Lahitte, Batsère, Bourg-de-Bigorre, Escots, Tilhouse, Espèche és Benqué-Molère községekkel határos.

## Népesség
A település népessége az elmúlt években az alábbi módon változott:
| Lakosok száma | 72   | 68   | 71   | 68   | 71   | 75   | 78   | 77   | 78   |
|               | 2013 | 2015 | 2016 | 2017 | 2018 | 2019 | 2020 | 2021 | 2022 |